# Otto Reinhold Albedyl
Otto Reinhold Albedyl, född 12 september 1650, död 29 mars 1697, var en livländsk militär och riksdagsman.

## Biografi
Otto Reinhold Albedyl föddes 1650. Han var son till militären och lantrådet Henrik Albedyl och Barbara von Tiesenhausen. Albedyl blev 18 november 1674 kapten vid Bergsregementet till fot och 17 oktober 1675 kapten vid Hälsinge infanteriregemente. Han blev 22 januari 1677 generaladjutant och fick 3 september 1677 överstelöjtnants titel. Albedyl var lantmarskalk vid ridderskapets och adeln i Livland 1683. Han avled 1697.

### Egendom
Albedyl ägde Gross-Roop och Soor i Luhde socken, Ermes län.

### Familj
Albedyl var gift med Hedvig Anna von Wulffen (död 1702), dotter till guvernören Carl Gustaf von Wulffen i Riga och Magdalena Dorotea von Budberg. De fick tillsammans sonen landshövdingen Christer Henrik d'Albedyhll (1679–1750) i Östergötlands län.